# Teiko Kiwa
Laetitia Jacoba Wilhelmina Klingen (Yokohama, Japan, 20 november 1902 – Nice, 29 mei 1983), beter bekend als Teiko Kiwa (Japans: 喜波貞子), was een Japans-Nederlandse operazangeres en actrice. Ze stond bekend als "de Japanse Duse", een verwijzing naar de Italiaanse actrice Eleanora Duse.

## Vroege leven
Klingen werd geboren in Yokohama, als dochter van Herman Klingen, de Nederlandse vice-consul aldaar, en Antonia Tsuru Geerts. Ze was driekwart Nederlands; haar grootmoeder van moederskant was Japans. In 1904 verbleven moeder en kinderen kort in Amersfoort.
In 1920 verhuisde ze naar Italië om in Milaan een opleiding tot zangeres te volgen.

## Carrière
Kiwa (ook bekend als Sadako Kiba) specialiseerde zich in het spelen van Japanse operarollen, waaronder Cio-Cio San in Puccini's Madama Butterfly,  in haar eigen authentieke kimono's en accessoires, in plaats van de gebruikelijke Europese kostuums. Ze speelde in Madama Butterfly tijdens haar professionele debuut in 1922, in het Teatro Nacional de São Carlos in Lissabon. Ze was de eerste Japanse vrouw die de rol zong bij de Poolse Nationale Opera, en bij de Finse Nationale Opera en Ballet, en de tweede die de rol zong in Brazilië. Ze zong de rol ook in veel andere Europese steden, waaronder Berlijn, Rome en Wenen. "De exquise Japanse sopraan bewees zichzelf onomstotelijk als de meest gepassioneerde actrice die deze rol ooit heeft vertolkt", schreef een recensent in 1926.
Ze speelde ook Norina in Don Pasquale en Mimi in La bohème. Ze maakte in de jaren dertig opnames voor het label Victor. In april 1927 werd ze beschreven als "de enige zangeres die per vliegtuig durft te reizen".  Ze verscheen op de covers van het Amerikaanse tijdschrift Musical Courier in augustus en september 1927.

## Persoonlijk leven en nalatenschap
Kiwa trouwde met Czesław Rawita-Proszowski, een Poolse tenor die ook haar manager was. Na de Tweede Wereldoorlog verhuisde ze naar Nice en gaf ze zangles. Haar man stierf in 1973; zij stierf in Nice in 1983, 80 jaar oud. In 1990 werd een documentaire uitgezonden op de Japanse televisie, getiteld "Mrs. Chocho: Opera Singer Sadako Kiba's Life". In 1993 werd er een cd met haar opnames uitgebracht.
Haar stoffelijk overschot werd in 2003 teruggebracht naar Yokohama. Materiaal met betrekking tot haar carrière maakte deel uit van een tentoonstelling in de Poolse Nationale Opera in 2016.